# Murukanahalli, Krishnarajpet
Murukanahalli là một làng thuộc tehsil Krishnarajpet, huyện Mandya, bang Karnataka, Ấn Độ.